# Referèndum grec de 1920
El diumenge 5 de desembre de 1920 (22 de novembre o.s.) es va celebrar a Grècia un referèndum sobre el retorn del rei Constantí I, després de la mort del seu fill, el rei Alexandre I. La proposta va ser aprovada pel 99% dels votants. Els partits antivenizelistes havien guanyat recentment les eleccions de 1920. No obstant això, els historiadors grecs moderns consideren que el referèndum va ser manipulat.